# 小杜勒旺
小杜勒旺（法語：Doulevant-le-Petit，法語發音：[dulvɑ̃ lə pəti]）是法国上马恩省的一个市镇，属于圣迪济耶区。

## 地理
小杜勒旺（48°26'51"N, 4°57'28"E）面积3.03 平方千米，位于法国大東部大區上马恩省，该省份为法国东北部内陆省份，北起马恩省和默兹省，西接奥布省，西南接科多尔省，东南接上索恩省，东临孚日省。
与小杜勒旺接壤的市镇（或旧市镇、城区）包括：拉什库尔-叙泽蒙、布莱苏瓦城、巴伊欧福日。

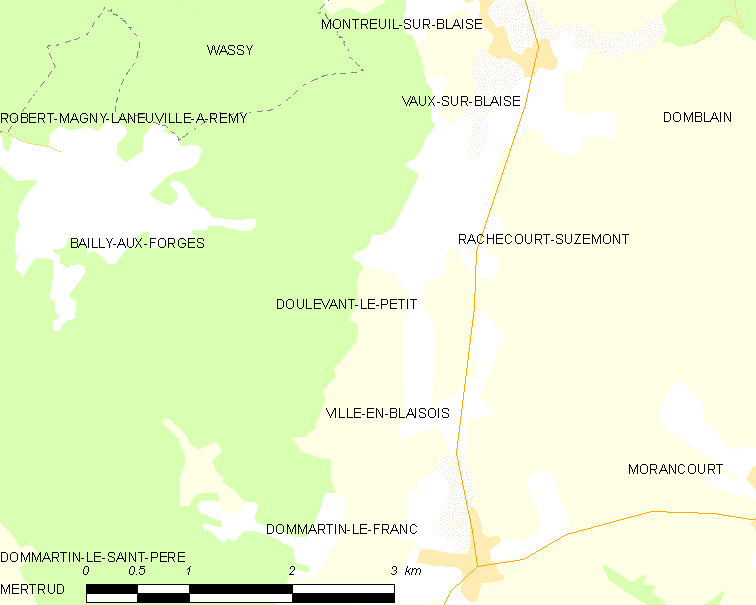
小杜勒旺的OSM定位图

小杜勒旺的时区为UTC+01:00、UTC+02:00（夏令时）。

## 行政
小杜勒旺的邮政编码为52130，INSEE市镇编码为52179。

## 政治
小杜勒旺所属的省级选区为瓦西县。

## 人口

1962-2008年间小杜勒旺人口变化图示

小杜勒旺于2022年1月1日时的人口数量为16人。